# Mémoires posthumes de Brás Cubas
Les Mémoires posthumes de Brás Cubas est un roman écrit par Machado de Assis, publié en feuilleton, de mars à décembre 1880, dans la revue Revista Brasileira (pt), et publié l'année suivante sous forme de livre, par la Tipografia Nacional (pt).
Le livre porte la marque d'un ton caustique et d'un nouveau style dans l'œuvre de Machado de Assis, ainsi que de l'audace et de l'innovation dans le choix des thèmes traités. En confessant adopter la « forme libre » de Laurence Sterne dans son Tristram Shandy (1759-67), ou de Xavier de Maistre, l'auteur, avec les Mémoires posthumes, en rupture avec la narration linéaire et réaliste des auteurs éminents de l'époque de Flaubert et de Zola, dépeint Rio de Janeiro et son temps en général avec pessimisme, ironie et distanciation — l'un des facteurs qui font considérer cette œuvre comme initiant le réalisme au Brésil,,.
Les Mémoires posthumes de Brás Cubas mettent en scène l'esclavage, les classes sociales, le scientisme et le positivisme de l'époque, et inventent une nouvelle philosophie, qui sera développée davantage, plus tard, dans Quincas Borba (en) (1891) : l'Humanitisme (pt), une satire de la loi du plus fort. Les critiques écrivent qu'avec ce roman, Machado de Assis a anticipé des éléments de Modernisme et de réalisme magique d'auteurs tels que Jorge Luis Borges et Julio Cortázar, et, de fait, certains auteurs l'appellent « le premier récit fantastique du Brésil ». Le livre a influencé des écrivains comme John Barth, Donald Barthelme, et Cyro dos Anjos (en), et elle est réputée comme l'une des œuvres les plus innovantes de la littérature brésilienne.

## Résumé
Le roman est raconté à la première personne : son auteur est Brás Cubas, « un défunt auteur », c'est-à-dire un homme déjà mort et qui entreprend d'écrire son autobiographie. Né dans une famille typique de l'élite carioca du xixe siècle, il écrit ses mémoires posthumes depuis la tombe, en commençant par une dédicace : « Au ver qui le premier a rongé la viande froide de mon cadavre, je dédie ces mémoires posthumes avec mon souvenir nostalgique ». S'ensuit une adresse « au Lecteur », où le narrateur lui-même explique le style de son livre, tandis que le premier chapitre, « la Mort de l'Auteur », fait commencer le récit par ses funérailles et la cause de sa mort, une pneumonie contractée au moment où il inventait l'« emplâtre Brás Cubas », une panacée qui a été sa dernière obsession et qui devait lui garantir la gloire. Dans le Chapitre VII, « Le délire », il raconte les moments qui précèdent sa mort.
Dans Chapitre IX, « Transition », il passe aux souvenirs proprement dits. Brás Cubas commence par décrire l'enfant qu'il était : enfant riche, choyé, et espiègle. Surnommé « le petit diable », il peut être parfois très brutal : il raconte ainsi comment il brutalise une esclave, à l'âge de cinq ans, ou comment il se livre à des exercices d'équitation au détriment du jeune esclave Prudêncio, qui lui tient lieu de monture. À dix-sept ans, Brás Cubas tombe amoureux de Marcella, « amie du luxe, de l’argent et des jeunes hommes », prostituée de luxe, un amour qui a duré « quinze mois et onze contos de réis », et qui a failli épuiser la fortune familiale.
Afin d'oublier cette déception amoureuse, Brás est envoyé à Coimbra, où il est diplômé en Droit, après quelques années de bohème, « faisant du romantisme pratique et du libéralisme théorique ». Il rentre à Rio de Janeiro à l'occasion de la mort de la mère ; retiré à la campagne, il a une passade pour Eugenia, « boiteuse de naissance », fille naturelle de Dona Eusébia, amie de la famille. Mais son père entreprend de le faire entrer en politique à travers un mariage, et l'engage à entrer en relations avec Virgília, la fille du conseiller d’État Dutra. Cependant, Virgília lui préfère Lobo Neves, également candidat à une carrière politique. À la mort de son père, Brás Cubas entre en conflit avec sa sœur, Sabrina, et son beau-frère Cotrim, à propos de l'héritage.
Peu après son mariage, Virgília retrouve Brás Cubas à un bal, et ils deviennent amants, vivant dans l'adultère la passion qu'ils n'avaient pas éprouvée lorsqu'il n'était question que de fiançailles. Virgília tombe enceinte, mais l'enfant meurt avant la naissance. Pour garder le secret de leur relation amoureuse, Brás Cubas acquiert une petite maison, qu'il confie à la garde de dona Placida, ancienne couturière de Virgília ; une somme importante (cinq contos de reis) lui permet de s'assurer de la discrétion de dona Placida. Suit alors la rencontre du personnage avec Quincas Borba, un ami d'enfance tombé dans la misère, qui lui vole une montre qu'il lui rendra par la suite et lui fait découvrir son système philosophique : l'Humanitisme.
Recherchant la célébrité, ou simplement une vie moins ennuyeuse, Brás Cubas devient député, tandis que Lobo Neves, nommé gouverneur d'une province, part avec Virgília vers le Nord, ce qui met fin à la relation des amants. Sabine trouve une fiancée pour Brás Cubas, Nhã-Loló, une nièce de Cotrim, âgée de 19 ans, mais elle meurt de la fièvre jaune et Brás Cubas devient définitivement célibataire. Il tente de devenir ministre d'État, mais il échoue ; il fonde un journal d'opposition et échoue encore. Quincas Borba donne les premiers signes de démence. Virgília, déjà vieillie, sollicite son aide pour Dona Placida, qui finit par mourir ; meurent aussi Lobo Neves, Marcela et Quincas Borba. Il rencontre par hasard Eugenia, tombée dans la misère. 
Sa dernière tentative pour atteindre la gloire est l'« emplâtre Brás Cubas », un remède qui permettrait de guérir toutes les maladies ; ironiquement, c'est en sortant dans la rue pour s'occuper de son projet, qu'il est mouillé par la pluie et attrape une pneumonie. Virgília, accompagné par son fils, va lui rendre visite et, après un long délire, il meurt, à 64 ans, entouré par quelques membres de la famille. Il est mort, il commence à conter, à partir de la fin, l'histoire de sa vie et écrit les dernières lignes du dernier chapitre :

« Ce dernier chapitre est rempli de négatives. Je n’obtins pas la célébrité que me méritait la découverte de l’emplâtre ; je ne fus ni ministre, ni calife, et j’ignorai les douceurs du mariage. Il est vrai que, comme fiche de consolation, je n’ai pas eu besoin de gagner mon pain à la sueur de mon front. Ma mort fut moins cruelle que celle de Dona Placida, et j’échappai à la demi-démence de Quincas Borba. Quiconque fera cet inventaire trouvera que la balance est égale, et que je sors quitte de la vie. Et ce sera une erreur ; car, arrivé de ce côté-ci du mystère, je me suis trouvé avec un petit solde positif : et c’est la dernière négative de ce chapitre de négatives. Je mourus sans laisser d’enfants ; je n’ai transmis à aucun être vivant l’héritage de notre misère. »

— Mémoires posthumes de Brás Cubas, Chapitre CLX

## Personnages
Le livre met en scène les personnages suivants :
La famille de Brás Cubas
- Brás Cubas, personnage principal.
- Sabrina, la sœur de Brás Cubas, marié avec Cotrim.
- Cotrim, beau-frère de Brás Cubas.

Les amoureuses de Brás Cubas
- Marcela, courtisane, premier amour de Brás Cubas.
- Eugénie, fille de Dona Eusébia, second amour de Brás.
- Virgília, la fille du conseiller d’État Dutra, le grand amour de Brás Cubas, et sa maîtresse.
- Nhã-Loló (Elália Damascena de Brito), promise à Brás Cubas, mais qui meurt de la fièvre jaune.

Autres
- Quincas Borba (Joaquim Borba dos Santos), philosophe, théoricien de l'Humanitisme, ami d'enfance de Brás Cubas. (Il apparaît davantage dans Quincas Borba, un roman postérieur.)
- Dona Eusébia, amie pauvre de la famille Cubas.
- Conseiller Dutra, un homme bien placé dans le monde de politique, père de Virgília.
- Lobo Neves, homme politique et mari de Virgília.
- Luís Dutra, cousin de Virgília.
- Dona Placida, femme de chambre de Virgília, qui protège les amants.

Personnage secondaire
- Prudêncio, fils d'esclaves, il a servi comme un jouet dans l'enfance de Brás Cubas. N'apparaît ou n'est mentionné que dans les chapitres XI, Chapitre XXV, XLVI, et enfin dans le LXVIII quand, devenu adulte et affranchi, il est rencontré par Brás sur une place, en train de battre un esclave noir qu'il a acheté.

## Critique

### L'Innovation

#### Genre: romantismeversusréalisme
La critique considère les Mémoires posthumes de Brás Cubas comme le roman qui a introduit le réalisme dans la littérature brésilienne,. Mais en même temps, ce livre, à côté d’autres œuvres telles que Ocidentais (pt) (1882), Histórias sem Data (pt) (1884), Várias Histórias (pt) (1896), et Páginas Recolhidas (pt) (1899), a marqué également un tournant dans l'œuvre de Machado de Assis et inauguré la phase dite de maturité de sa carrière littéraire, comme l'auteur le reconnaît lui-même dans sa préface à une réédition du roman Helena (en), lequel appartient à sa phase antérieure.

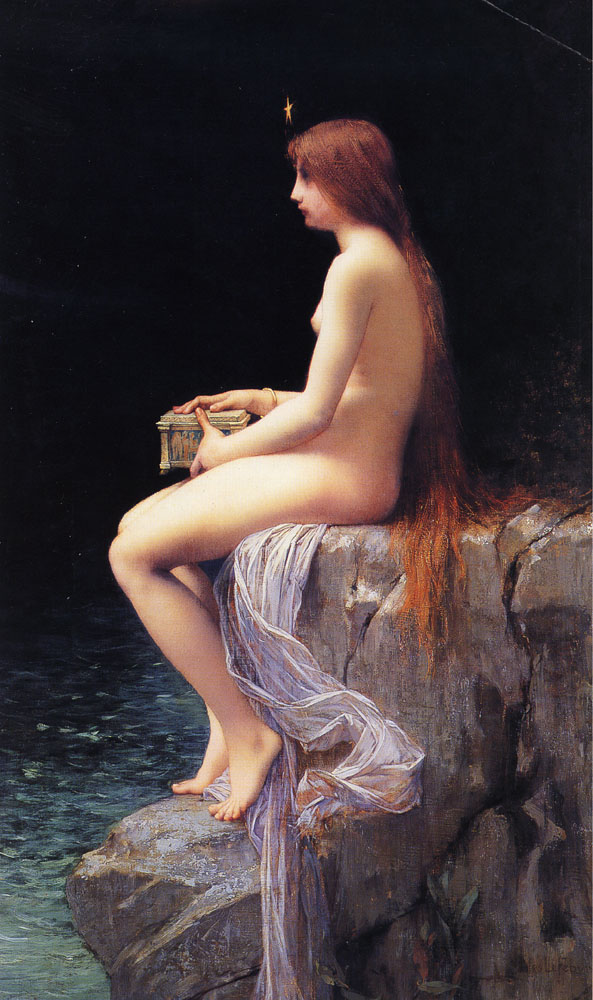
Pandora par Jules Joseph Lefebvre, 1882.

Il convient de préciser plus avant ici l’attitude de Machado vis-à-vis du réalisme. Sa position était assez ambivalente, estime l’essayiste August Willemsen : d’une part, l’école réaliste, avec ses implications sociales, devait être assez étrangère à Machado, enclin plutôt à l’introspection, tandis que « la reproduction photographique et servile de détails scabreux » lui paraissait une horreur ; mais d’autre part, ainsi qu’il appert de ses propres écrits, il était réceptif à quelques acquis techniques du réalisme. Il connaissait l’œuvre de Flaubert et de Zola, ainsi que le premier roman réaliste écrit en langue portugaise, O crime do padre Amaro (1876) d’Eça de Queirós, et c’est lui qui, de fait, avec ses Mémoires posthumes de Brás Cubas, a été l’introducteur du genre réaliste dans les lettres brésiliennes. Dans son essai Literatura realista: O primo Basílio, écrit en réaction à la parution du roman O primo Basílio (1878) d’Eça de Queirós, il s’applique à se positionner clairement et définitivement vis-à-vis des courants littéréraires dominants de son époque ; il y déclare que le réalisme comporte quelques éléments utiles, pouvant faire contrepoids aux clichés éculés du romantisme, sans toutefois qu’il faille pour autant tomber d’un excès dans l’autre, et conclut pour finir : « Dirigeons le regard vers la réalité, mais excluons le réalisme, afin de ne pas sacrifier la vérité esthétique ».
Cette querelle entre Machado de Assis et Eça de Queiroz, à laquelle on ajoutera une mise en parallèle de leurs romans respectifs, — Mémoires posthumes de Brás Cubas et O primo Basílio —, permet de mettre en évidence ce qui oppose Machado au réalisme de son temps. Il y a entre ces deux romans, outre le fait que tous deux ont pour sujet un cas d’adultère, nombre d’autres similitudes, notamment dans les circonstances où cet adultère a lieu. Dans O primo Basílio, Luísa, son mari Jorge s’étant absenté, est séduite par son cousin Basílio. La servante Juliana réussit à intercepter les lettres d’amour du couple adultère, puis s’en sert pour faire chanter Luísa, Basílio s’empressant alors de prendre la poudre d’escampette. Un ami de la famille parvient à mettre la main sur les lettres, et quand, au retour de Jorge, l’adultère est révélé, Luísa meurt de honte et de chagrin. La critique de Machado, telle qu’exposée dans son essai, porte sur le fait que les personnages, en particulier Luísa, agissent comme des marionnettes, mues non pas par leur volonté propre, mais par le caprice de l’auteur ; en effet, si la servante n’avait pas fortuitement découvert les lettres, Basílio, dans ce cas de figure, se serait tout autant lassé de cette liaison, Jorge, ignorant de l’affaire, serait aussi rentré au domicile conjugal, et le couple aurait continué sa vie en toute tranquillité. Or, tout le roman, raisonne Machado, ne consiste qu’à éveiller la curiosité du lecteur autour de la question : la femme adultère parviendra-t-elle ou non à récupérer lesdites lettres ? Machado conclut qu’alors que le réalisme prétend remplir une vocation sociale, le roman de De Queiroz se réduit à fournir cette maxime : ‘le choix d’une domesticité adéquate est la condition nécessaire pour commettre un adultère impunément’. Cependant, la grande différence entre les deux romans réside dans le caractère des personnages. Chez Eça de Queiroz, c’est Basílio qui aborde et séduit Luísa, celle-ci se laissant alors entraîner à l’adultère ; chez Machado au contraire, c’est Virgília qui prend l’initiative. Luísa est tout entière et passivement vouée à sa passion, tandis que Virgília ne se départ jamais de sa raison et ne se laisse pas aveugler pas sa passion, voulant bien avoir Brás comme amant, mais sans pour autant sacrifier son avantageux statut de femme mariée. Quand Basílio quitte Luísa, celle-ci accepte la mort comme son châtiment ; Virgília au contraire quitte Brás, d’un commun accord. Psychiquement, Luísa est une coquille vide : « si on veut que [Luísa] me captive », écrit Machado, « les problèmes qui la tourmentent devront procéder d’elle-même ». L’histoire de Luísa est un incident érotique entièrement tributaire de circonstances fortuites. De plus, Luísa passe pour coupable et doit expier, la femme payant ainsi de sa mort son adultère. Eça est donc un moraliste, et sa morale est restée celle des romantiques. Eça situe le problème au niveau social, Machado au niveau existentiel. Machado aussi est un moraliste, mais un moraliste sans morale — soit, en quelque sorte, un psychologue. Les personnages d’Eça sont dépourvus, aux yeux du psychologue Machado, de ce qu’il nomme une « personne morale » (pessoa moral), un noyau psychique de la personnalité, apte à expliquer leur conduite. 
La coïncidence des dates de parution de ces deux œuvres — 1878 pour O primo Basílio, et 1880 pour Mémoires posthumes de Brás Cubas — justifie qu’on établisse une relation entre elles. S’il est possible que Machado ait travaillé à son roman avant la publication de son article sur Eça, il est sûr qu’il y a travaillé après ; l’on sait que, empêché de lire et d’écrire par son affection des yeux, il avait dicté « autour de six chapitres » de son roman à sa femme quelque part entre octobre 1878 et mars 1879, et que le livre parut, en feuilleton d’abord, dans le courant de 1880. Ainsi, on pourrait prendre le roman de Machado comme une mise en œuvre grandeur nature des réserves par lui formulées contre Eça dans son essai ; si tant est que Machado ait été influencé par Eça, ce n’a pu donc être qu’une influence négative, le roman de Machado apparaissant alors comme une sorte d’illustration en creux de tout ce que l’auteur a dit dans son article répudier chez Eça ; dans cette perspective, les Mémoires posthumes de Brás Cubas font figure de riposte à O primo Basílio. De façon plus générale, Machado de Assis, à la fois créateur et premier critique de sa propre œuvre, s’emploie en quelque sorte à tester l’hypothèse de l’application du programme réaliste à un ensemble d’univers particuliers, où force lui est de réconnaître alors l’impossibilité d’un déterminisme social basé sur des règles préconceptualisées et devant être développé selon une esthétique de la totalité. Au fond, argue l’essayiste Ana Maria Mão-de-Ferro Martinho, chaque nouvelle œuvre narratrice de l’auteur joue pour lui d’une certaine manière le rôle d’un exercice théorique sur l’impossibilité de concrétisation d’un réalisme formel, et ce qu’il nous propose est la constante interrogation sur les limites de l’existence du mouvement réaliste lui-même, mouvement certes nécessaire à la répudiation du romantisme, mais inapte à accepter et rendre compte de toute la diversité possible.
Réaliste par sa critique ironique et pessimiste des conditions sociales et politiques de l’époque, les Mémoires posthumes de Brás Cubas ne sont cependant pas exemptes de scories romantiques, encore présentes dans les passions et les amours de Brás Cubas, ainsi que dans son aspiration à des relations parfaites, dans la tension entre bien et mal — aspects conventionnels de l’écriture de fiction —, dans l'ascension sociale obtenue, par calcul, grâce au mariage, comme lorsque le père de Brás veut lui faire épouser Virgília, la fille du conseiller d’État Dutra, homme politique éminent. Pour autant, Machado n'adhère pas au schématisme déterministe des réalistes, il ne donne pas des causes très explicites aux actions de ses personnages, ni d’explication claire des situations. Par le fait que le narrateur essaie de raconter ses mémoires et de recréer le passé, le roman s'inscrit également dans certains schémas du roman impressionniste.
Deux autres aspects significatifs dans les Mémoires posthumes sont les anticipations modernistes de l’œuvre — la structure fragmentaire, non-linéaire, un goût pour l'ellipse et l'allusion —, et la posture métalinguistique où celui qui écrit se voit en train d’écrire (Brás Cubas au début déclare expressément être influencé par Laurence Sterne). L’autre élément littéraire, le fantastique, apparaît dans deux situations : Brás Cubas, même mort et enterré, écrit son autobiographie ; dans le chapitre VII, il est atteint d’un accès de délire dans lequel il voyage monté sur un hippopotame en compagnie de Pandore, qui est interprété comme une façon de montrer que l’être humain n’est rien de plus qu’un ver face à la Nature. En conséquence, certains auteurs signalent cette œuvre comme étant le « premier récit fantastique du Brésil ». Le caractère fantastique et réaliste, comique et sérieux, le refus d’embellir les personnages ni leurs actions, a fait écrire à José Guilherme Merquior que le vrai genre des Mémoires posthumes de Brás Cubas serait comico-fantastique, ou de la littérature ménippéenne,.

#### Style
Les Mémoires posthumes de Brás Cubas marquent une étape sur la scène littéraire nationale. Machado de Assis rompt avec deux tendances littéraires dominantes de son époque : celle des réalistes qui ont suivi la théorie de Flaubert, le roman, qui raconte lui-même et qui efface le narrateur derrière l'objectivité du récit ; et celle des naturalistes, qui, dans le sillage de Zola, visent à un « inventaire massif de la réalité », vue dans ses moindres détails. Au lieu de cela, Machado de Assis, construit un livre qui cultive l'incomplet, le fragmentaire, intervenant dans le récit par un dialogue direct avec le lecteur et des commentaires sur son propre roman, ses personnages et les faits exposés.

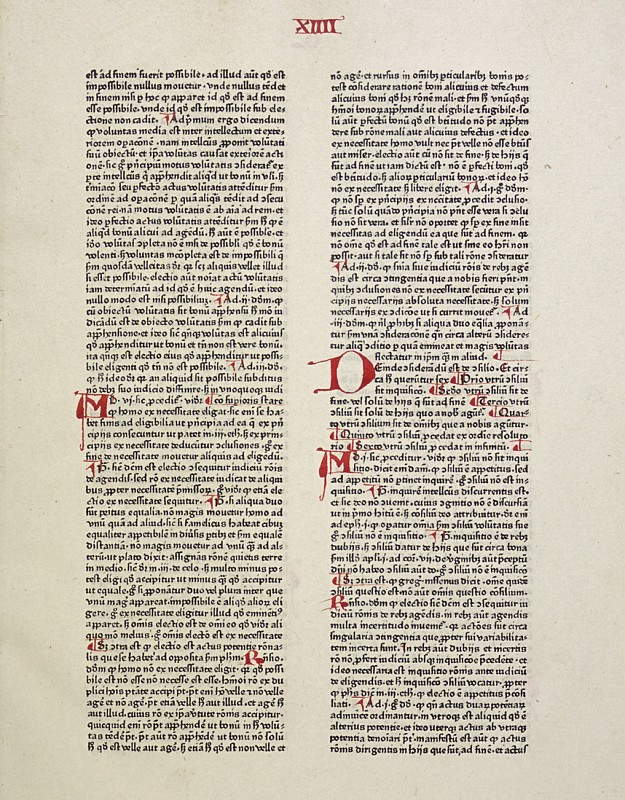
Page de la Somme théologique.

Par ailleurs, le style de Machado est qualifié de sobre et parcimonieux, à la différence de contemporains comme Castro Alves, José de Alencar et Ruy Barbosa, qui abuseraient sans modération de l'adjectif et de l'adverbe. En effet, Francisco Achcar écrit que le livre ne présente pas de difficulté de vocabulaire et que « toute difficulté que pourrait rencontrer un lecteur d'aujourd'hui est dû au fait que certains mots sont tombés en désuétude ». La langue des Mémoires posthumes de Brás Cubas, cependant, n'est pas symétrique et mécanique, mais elle a un rythme.
Le livre est imprégné d'intertextualité et d'ironie. Pour l'ironie, il suffit de considérer la dédicace : « au ver qui le premier a rongé la viande froide de mon cadavre ». L'ironie, considérée comme une forme de « rébellion pour la vie », est utilisée par Machado pour faire rire, quand comme Brás Cubas écrit : « toute la science humaine ne vaut pas une paire de bottes trop étroites. [...] Toi, ma pauvre Eugénie, tu n’as jamais déchaussé les tiennes » s'adressant à une femme boiteuse de naissance, dans un exemple célèbre d'humour noir. L'intertextualité renvoie à des références machadiennes à d'autres grands écrivains occidentaux : « Dans la majorité des cas, ces références sont implicites, et ne peuvent être perçues que par des lecteurs familiers avec les grandes œuvres de la littérature ». Brás Cubas, par exemple, fait référence au début du livre à Xavier de Maistre, puis à la Somme théologique. En ce sens, les critiques notent que le style machadien réclame une culture importante de la part du lecteur pour parvenir à une compréhension en profondeur de l'œuvre.

### Thématique et interprétation
L'un des axes d'interprétation de l'ouvrage est sociologique. Les Mémoires posthumes sont un livre qui parle d'une époque et de ses coutumes. Les critiques qui analysent les caractéristiques sociales de l'intrigue, mises en évidence par Roberto Schwarz et Alfredo Bosi, remarquent que l'éloquence du narrateur montre son appartenance à l'élite, et analysent chacun des personnages en fonction de leur position sociale, en plus de mettre l'accent sur le contexte idéologique du Second Empire. Le contexte, les dates, et l'ambiance sont des informations jugées importantes par ces critiques. Dans cette optique sociologique, Brás Cubas est un homme de bonne famille, qui a été gâté dès l'enfance, « le bénéficiaire arrogant, bien qu'en même temps humilié, de la situation favorisée par l'esclavage et par d'énormes inégalités sociales ». Ce serait un bénéficiaire cynique que ce personnage qui, comme il l'écrit lui-même au dernier chapitre, n'a pas travaillé, pas eu à gagner son pain à la sueur de son front, en allusion à la Genèse : «  Tu mangeras ton pain à la sueur de ton front » ; ce qui montre que l'héritage était très important pour les personnages de l'époque, d'où la dispute entre lui et sa sœur Sabine et son beau-frère Cotrim, au sujet de la succession de son père, et aussi le souci de la division de la succession après la mort du narrateur lui-même. Schwarz considère l'œuvre comme le portrait d'un libéralisme de façade, qui s'accommode de l'esclavagisme.

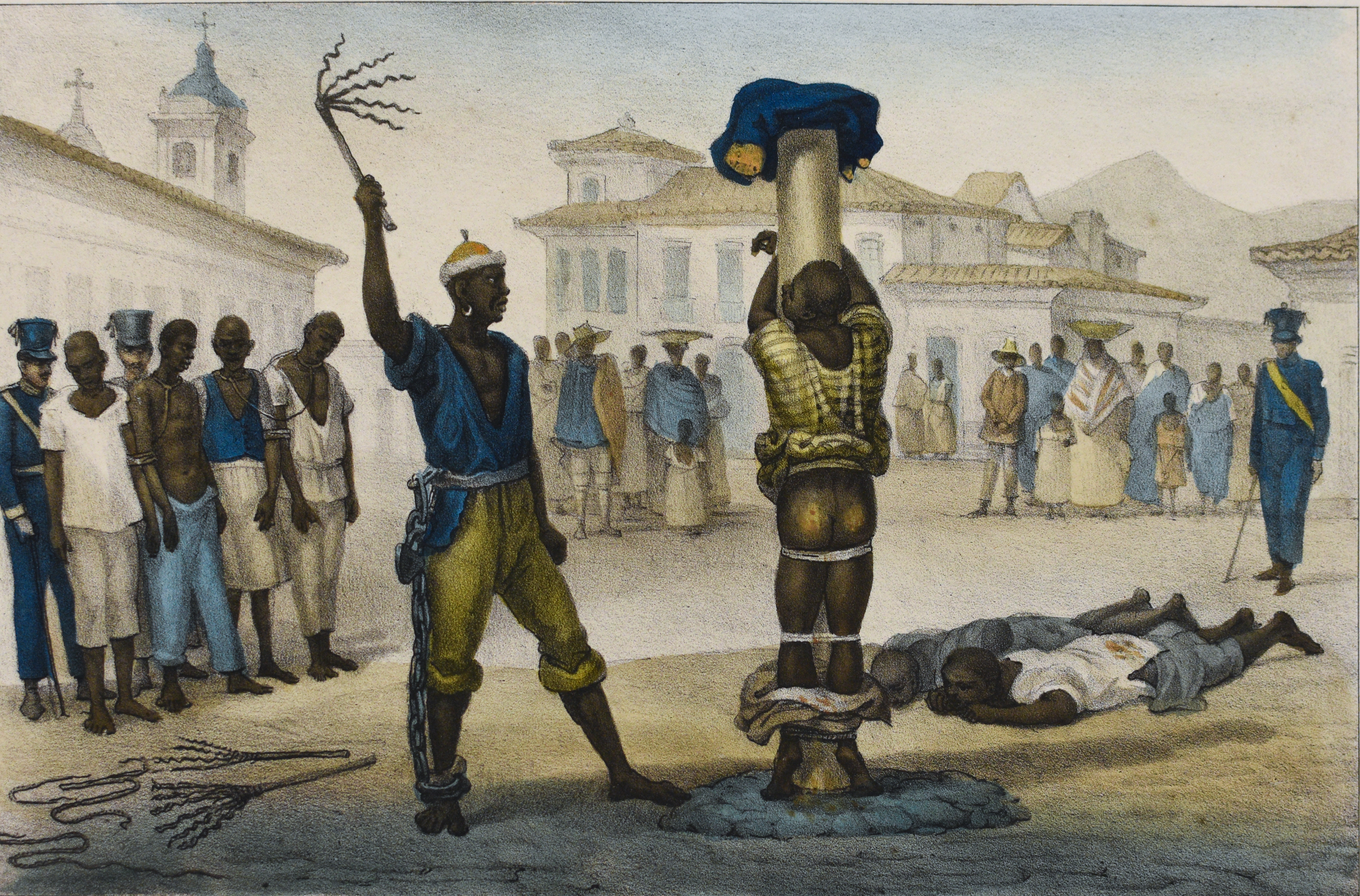
Pelourinho par Jean-Baptiste Debret, dépeint l'esclavage dans l'empire du Brésil.

Les critiques sociologiques pointent aussi le fait que, le narrateur étant mort, cela lui permet de raconter sa vie avec un complet détachement, dans ce désengagement créé par la mort : il a la possibilité de dire ce qu'il veut, de se moquer et de critiquer qui il veut et ce qu'il veut. D'autres critiques qui traitent aussi du thème de la mort se livrent à des interprétations cognitives, existentielles, ou psychologiques, qui se concentrent sur la figure de l'humoriste mélancolique, et dans le discours de l'homme souterrain, solitaire et contemplatif. Mais cela ne veut pas dire que cette interprétation englobe toutes les autres. Dans une analyse de la situation socio-psychologique, par exemple, les critiques ont cité la scène tragique du chapitre XLVIII dans laquelle Prudêncio, l'enfant noir qui sert de monture à Brás dans son enfance, une fois adulte et affranchi, fait l'achat d'un esclave pour lui-même — scène qui est considérée comme l'un des pages de fiction les plus troublantes jamais écrites sur la psychologie de l'esclavage. En outre, il est interprété comme une vision plutôt sceptique quant aux effets délétères de l'esclavage : la violence engendre la violence, et la liberté ne suffit pas à l'opprimé. Ces analyses portent non seulement sur le sort des esclaves, mais aussi sur celui des personnes opprimées, comme Eugenia, et dona Placida, blanches et libres, mais qui ne cessent pas d'être humiliées et ingénument dominées.
La critique littéraire ne délaisse pas l'analyse du caractère philosophique du roman, avec son « Humanitisme », et remarque que l'ironie de Brás Cubas, dans l'atmosphère de scientisme favorisée par Charles Darwin toujours considéré, dans le Brésil des années 1880, comme « fossoyeur de la philosophie », rouvre la question de la métaphysique et de la perplexité radicale face à l'être humain,. En fait, cette philosophie est une satire du positivisme de Comte, du scientisme du XIXe siècle et de la théorie de la sélection naturelle. Ainsi, l'un des thèmes du livre, qui concerne cette nouvelle philosophie inventée par l'auteur, est que l'homme est soumis à la nature et ses caprices, et non pas « souverain invulnérable de la création ». Elle apparaît pour la première fois dans le chapitre XCI des Mémoires, et est développée dans le chapitre CXVII. À partir de là, les idées humanitistes accompagnent Brás Cubas jusqu'à la fin du livre ; celui-ci en comprend la théorie, à la différence de Rubião dans Quincas Borba, où cette philosophie fictive fait l'objet de plus amples développements.

### Les influences littéraires et philosophiques

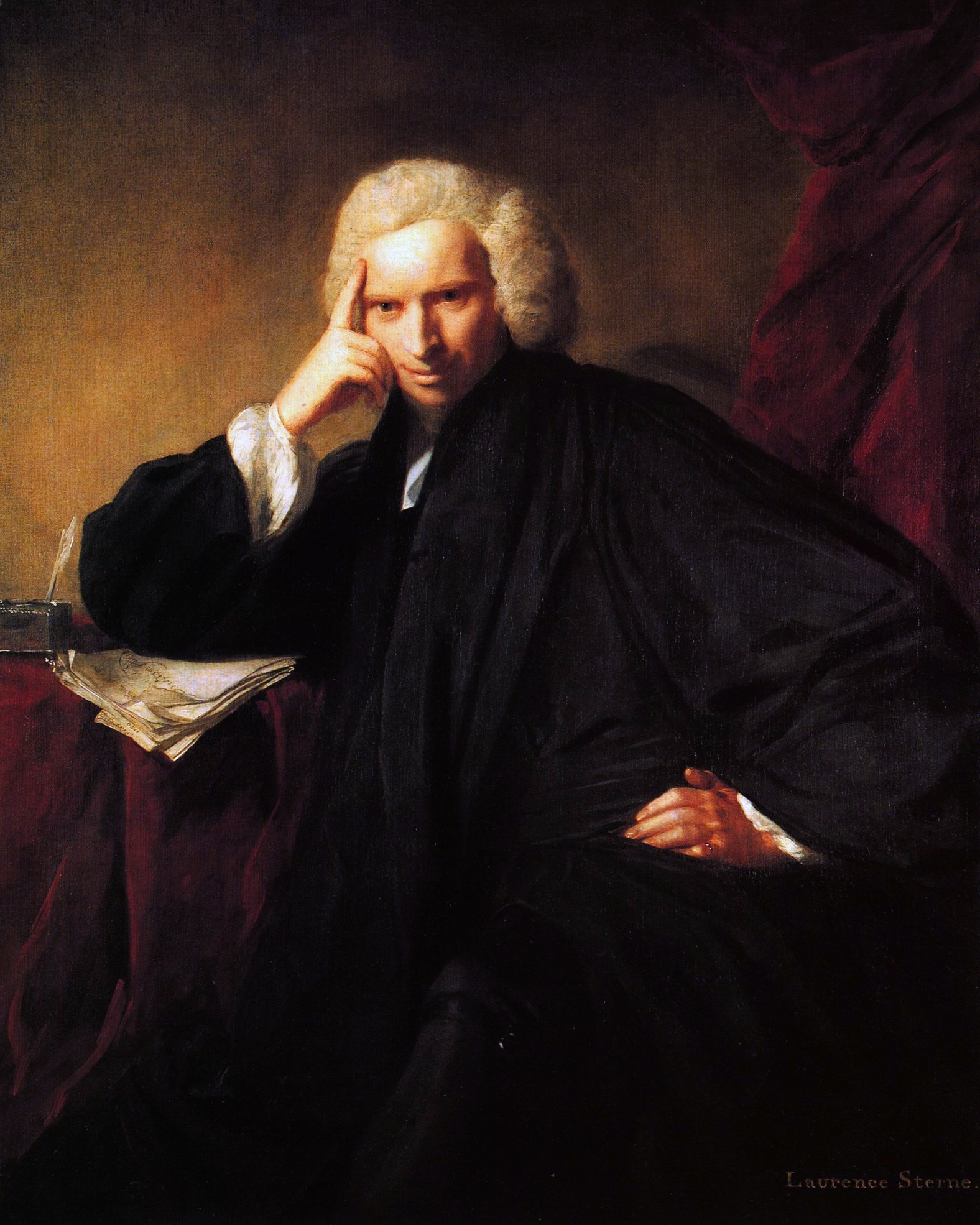
Laurence Sterne par Joshua Reynolds, 1760.

Les écrivains Laurence Sterne, Xavier de Maistre et Almeida Garrett, constituent la gamme des auteurs qui ont le plus influencé cette œuvre, en particulier les chapitres LV et CXXXIX, tout en pointillés, ou les chapitres-éclair (comme le XII, XXVII, CXXXII ou CXXXVI) et la signature gribouillée de Virgília dans le chapitre CXLII. Lorsque Brás Cubas dit qu'il a adopté « la forme libre » de Sterne, c'est expliquer que Machado de Assis a été influencé par la forme digressive du récit de Tristram Shandy. Le critique Gérard Genette, par exemple, écrit que, de la même manière que Virgile a raconté l'histoire d'Énée, à la manière d'Homère, Machado a raconté l'histoire de Brás à la manière de Sterne. José Guilherme Merquior ajoute le fait que les Souvenirs, cependant, possèdent un aspect fantastique qui n'est pas présent chez Sterne, et un « humour sardonique » par opposition à l'humour « convivial » et « sentimental » de Tristram Shandy, et que les œuvres Voyages autour de ma chambre (1795), et Voyages dans mon pays (Viagens na Minha Terra, 1846) ont été les autres lectures antérieures décisives pour l'élaboration des Mémoires. Merquior cite aussi d'autres influences possibles, comme la mythologie classique, Lucien de Samosate, Fontenelle (surtout pour ses Dialogues des Morts, 1683), Fénelon et les Petites Œuvres morales (Operette Morali, 1826) de Leopardi, ce qui rapprocherait les Mémoires posthumes du genre comico-fantastique. Dans le chapitre XLIX, citant l'optimiste docteur Pangloss, du Candide de Voltaire, qui disait que le nez « est fait pour l’usage des lunettes », Brás en arrive à la conclusion que la vision de Pangloss est erronée, parce que l'explication sur le sens de cet organe se trouve dans l'observation de l'attitude d'un fakir : « ces gens-là demeurent, en effet, des heures en contemplation, les regards fixés sur le bout de leur nez, à seule fin de voir la lumière céleste. Ils perdent alors la notion du monde extérieur, s’envolent dans l’invisible, touchent l’impalpable, se délivrent des liens terrestres, se dissolvent et s’éthérisent », et il conclut en disant que « cette contemplation, dont l’effet est de subordonner l’univers à un nez seulement, constitue l’équilibre des sociétés ».
Dans son História da Literatura Brasileira, publié en 1906, dont le chapitre final est tout entier consacré à Machado de Assis, José Veríssimo met en lumière l’influence de la Bible, plus particulièrement de l’Ecclésiaste. Des études ultérieures ont révélé que Machado non seulement était un grand lecteur de l’Ecclésiaste, mais qu’en plus ce livre a été jusqu’à sa mort son livre de chevet,. Veríssimo écrivit à propos de cette influence : 

Arthur Schopenhauer.

« Les Mémoires posthumes de Brás Cubas sont une épopée de l’irrémédiable sottise humaine, la satire de notre incurable illusion, faite par un défunt complètement désillusionné de tout. [...] La vie est bonne, mais à condition de ne pas trop nous prendre au sérieux. Telle est la philosophie de Brás Cubas. [...] À cette répétition risquée du vieux thème de la vanité de tout et de l’illusion de la vie, ce à quoi l’Ecclésiaste biblique a donné une consécration plusieurs fois séculaire, Machado de Assis s’est dérobé gaillardement. Transportant [ce thème] vers notre milieu, l’incorporant dans notre pensée, l’ajustant à nos plus intimes habitudes, il sut le rénover par une mise en œuvre particulière, par les effets nouveaux qu’il en tira, par les nouvelles facettes qu’il lui découvrit et par l’expression personnelle qu’il lui donna. »

Les Mémoires posthumes de Brás Cubas sont imprégnées d'influences philosophiques, et certains considèrent ce livre comme le plus philosophique de toute l’œuvre machadienne. Il fallut à l’auteur entreprendre l’étude, ou à tout le moins prendre connaissance, du scientisme incarné par Charles Darwin, qui suscita dans les dernières décennies du XIXe siècle des interrogations métaphysiques et une grande perplexité existentielle, autant que du positivisme d’Auguste Comte, et s’approprier les concepts de sélection naturelle, de darwinisme social et d’autres idées semblables, pour les recycler dans la philosophie parodique de l’humanitisme et pouvoir ainsi les railler. Parmi les philosophes ayant fait partie des lectures de l’auteur figure, outre Voltaire, également Blaise Pascal, dont le prénom aurait été refait en Brás, prénom du personnage principal du livre, encore que dans le troisième chapitre le protagoniste affirme que son nom dérive du gentilhomme portugais homonyme, Brás Cubas, fondateur de la ville de Santos et gouverneur de la capitainerie de São Vicente. La dualité de l’ange et de la bête, du ciel et de l’enfer, telle qu’exposée par Pascal dans les Pensées, est évoquée par Brás Cubas dans le Chapitre XCVIII, quand il se trouve aux côtés de Nhã-loló. Pascal écrivit aussi que l’homme se trouve à tout moment face au tout et au néant, et le thème pascalien de la précarité de la condition humaine est exprimé dans Brás Cubas à travers la misère et le caractère temporaire de la vie. Sérgio Buarque de Holanda cependant a signalé que le monde machadien, au rebours de celui de Pascal, est un monde privé de paradis.
Bien que certains postulent que c’est sous l’influence de Pascal que les Mémoires ont acquis leur tonalité sceptique, d’autres chercheurs ont préféré désigner Schopenhauer comme la principale influence philosophique du livre. Machado aurait puisé chez lui sa vision pessimiste, se concrétisant dans ses écrits par des mythes et des métaphores censés illustrer l’« inexorabilité du destin ». Raimundo Faoro, à propos de l'influence de la pensée du philosophe allemand sur l’œuvre de Machado, a fait valoir que l’auteur brésilien avait donné une « traduction machadienne de la volonté de Schopenhauer », mais toujours en assortissant sa transposition de critiques sociales et de classe ; de l’avis d’Antonio Candido, Machado de Assis a réussi, dans ses Mémoires posthumes, à tirer de la philosophie de Schopenhauer un parti littéraire d’une grande profondeur. Rappelons que selon ce philosophe, l’univers est la volonté aveugle, obscure et irrationnelle de vivre, et la loi de la réalité n’est pas un logos harmonieux, mais plutôt un désir conflictuel, mortellement pénible, car nécessairement malheureux ; « pour cette raison, la douleur est l’essence des choses, et ce n’est que dans un idéal de renoncement aux désirs que l’on peut recueillir un peu de bonheur »,. Ainsi, aux yeux de certains, le Monde comme volonté et comme représentation (1819) a trouvé sa plus parfaite illustration dans Machado de Assis, sous les espèces des désirs frustrés du personnage de Brás Cubas.

## Influences
Les Mémoires posthumes de Brás Cubas ont fortement influencé les écrivains John Barth et Donald Barthelme, qui ont reconnu cette influence,. L'Opéra Flottant (en), le premier livre écrit par Barth, a été influencé par la technique de « jouer librement avec les idées » de Tristram Shandy et des Mémoires posthumes.
De son côté, le roman de Cyro dos Anjos (en), Belmiro, a souvent été rapproché, par les critiques, avec Ce que les hommes appellent amour (Memorial de Aires) et les Mémoires posthumes. Comme l'écrit l'un des critiques, Belmiro est consacré au « registre des impressions autobiographique d'un obscur fonctionnaire d'État [...] possédant de nombreux passages qui rappellent les méditations ironiques et pessimistes de Brás Cubas ». Cyro dos Anjos considère Machado de Assis comme son maître en littérature, et son œuvre est imprégnée par la tentative d'atteindre son style.
Les chercheurs font également des rapports entre ce livre et d'autres de la littérature nationale, tels que Diadorim (1956), de Guimarães Rosa, qui reprend l'idée de « voyage de la mémoire », également présente dans Dom Casmurro ; et Mémoires sentimentaux de João Miramar (1924), d'Oswald de Andrade, œuvre capitale du modernisme brésilien, qui est identifié comme un « hommage » à la mémoire de Brás Cubas.
Concernant l'ensemble des œuvres de l'auteur, Les Mémoires posthumes ont à jamais marqué l'écriture de Machado de Assis, et ont favorisé le développement de nouvelles significations, d'un nouveau style, et d'une thème développée dans plusieurs nouvelles et surtout dans ses quatre principaux romans, qui sont tous, comme les Mémoires, composés de courts chapitres, tous (à l'exception de Quincas Borba) racontés à la première personne, foncièrement ambigus et riches par rapport aux éléments de base de l'histoire. Le caractère fantastique de l'ouvrage fait que les critiques, en particulier étrangers, y voient une anticipation du réalisme magique d'auteurs tels que Jorge Luis Borges et Julio Cortázar, et même certains thèmes de l'existentialisme contemporain de Camus et de Sartre, comme le rapport entre la réalité et l'imagination de Brás Cubas et les autres personnages.

## Réception

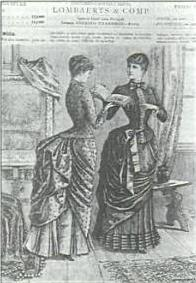
Page de la revue de la Station, 1884.

Lors de la publication du livre, seul un petit nombre d'amis ou de collègues ont signalé le volume, publié dans la Gazetinha (pt) et dans la Revista Illustrada (pt), bien que l'auteur ait eu une relative notoriété. À titre de comparaison, au cours de la même année 1881, Le Mulâtre (en), d'Aluisio de Azevedo, a suscité la polémique lors de sa publication, avec plus de deux centaines de commentaires et de comptes rendus dans l'ensemble du pays. Le caractère novateur des Mémoires déconcerte la critique de l'époque. Le 2 février 1881, un critique qui signe sous le pseudonyme de « U. D. » (ce qui a fait supposer qu'il s'agissait d'Urbano Duarte de Oliveira (pt)), écrit que l’œuvre de Machado était fausse, faible, sans netteté et sans couleur,.
Capistrano de Abreu (en), dans une critique qu'il rédige sur l'ouvrage, s’interroge : « Les Mémoires posthumes de Brás Cubas sont-ils un roman ? », et poursuit :

« Le roman ici est simple accident. Ce qui est fondamental et organique est la description des mœurs, de la philosophie sociale qui est implicite. [...] Selon cette philosophie, rien n'est absolu. Le bien n'existe pas ; le mal n'existe  pas ; la vertu est une escroquerie ; le vice est un gros mot. [...] Triste philosophie, n'est-ce pas ?. »

Macedo Soares a écrit une lettre amicale à Machado, où il note l'analogie du livre avec les Voyages dans mon pays (pt) d'Almeida Garrett. En 1899, répondant, dans la préface de la 4e édition, aux observations de Capistrano et Macedo, Machado de Assis écrit : 

« Au premier, le défunt Brás Cubas a déjà répondu (comme le lecteur l'a vu et le verra dans le présent prologue) que oui et que non, que c'est un roman pour les uns et pas pour les autres. Quant au second, le défunt s'explique ainsi : “Il s'agit là d'une œuvre diffuse, dans laquelle moi, Brás Cubas, si j'ai adopté la forme libre de Sterne ou de Xavier de Maistre, je ne sais si je n'y ai mis quelques bouffées de pessimisme.” Toutes ces personnes ont voyagé: Xavier de Maistre autour de sa chambre, Garrett, sur ses terres, Sterne sur les terres des autres. De Brás Cubas, on peut dire peut-être qu'il a voyagé autour de la vie. »

Sílvio Romero n'apprécie pas la rupture de Machado avec la linéarité du récit et de l'intrigue classique ; en outre, il qualifie l'humour machadien d'« imitation affectée et peu naturelle des auteurs anglais, en particulier de Sterne ». Romero a écrit tout un livre sur l'auteur, intitulé Machado de Assis: estudo comparativo de literatura brasileira (1897), considéré par Machado dans une lettre à Magalhães de Azeredo (en) en 1898 comme « un éreintement, pour ne pas paraître immodeste : la modestie, selon lui, est un défaut, et j'aime mes défauts, ils sont peut-être mes vertus. Quelques brèves réfutations sont apparues, mais le livre est là, et l'éditeur, pour aggraver les choses, a mis un portrait de moi qui me vexe, moi que je ne suis pas beau ». 
Artur Azevedo, sous le pseudonyme d'Eloi-le-héros, a commenté le livre de Romero dans A Estação (pt) du 15 décembre 1897, exprimant son désaccord avec la vision que l'auteur donne de Machado : « Faites les comparaisons que vous voulez : le glorieux auteur des Mémoires posthumes de Brás Cubas est, pour l'instant, le premier homme de lettres que le Brésil ait produit ». Plus tôt, au moment de la parution du livre, le 28 février 1881, un autre critique, sous le pseudonyme d'Abdiel (probablement le journaliste Artur Barreiros) écrit :

« [...] c'est mon opinion, je le répète, cet extraordinaire roman de Brás Cubas n'a pas de correspondant dans les littératures des deux pays lusophones et porte la griffe puissante et extrêmement délicate du Maître. [...] Le style de ce livre remarquable est souverain, limpide, musical, coloré, sérieux, tendre, espiègle, conceptuel, magistral ». »

Ces critiques concernent la réception du livre à sa parution. Dans les décennies ultérieures, le livre a fait l'objet de toujours plus d'analyses et d'études, comme nous avons vu dans la section précédente sur les influences et comme nous le verrons dans la section suivante sur son héritage.

## Postérité
Pour la critique moderne, les Mémoires posthumes de Brás Cubas est l'un des livres les plus innovants de l'ensemble de la littérature brésilienne. D'une part, il constitue une étape décisive dans le développement de l'œuvre de Machado de Assis et dans l'évolution de la littérature nationale et, dans le même temps, il est considéré comme le premier roman réaliste, et le premier récit fantastique du Brésil. Certains critiques modernes ont pu dire aussi que, par ses thèmes, ses influences, et les connexions avec les philosophies et les sciences de l'époque, c'est la première œuvre brésilienne, qui dépasse les limites nationales, parce que c'est un grand roman universel.

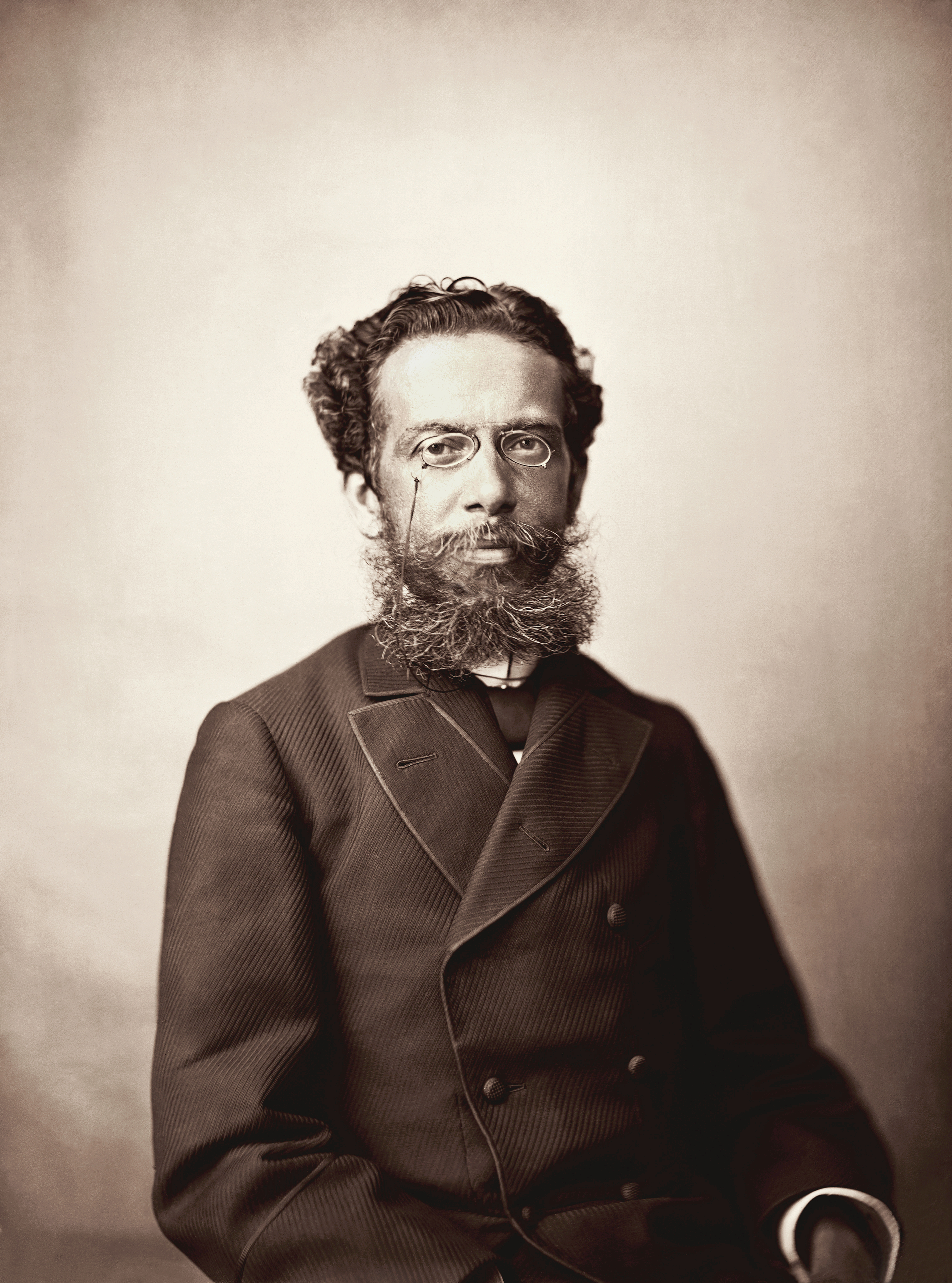
Machado de Assis, photographié par Marc Ferrez, onze ans après la publication des Mémoires posthumes, en 1890.

Même les critiques postérieurs, tels que Lúcia Miguel Pereira (pt), en 1936, qui est aussi la biographe de l'auteur, a écrit qu'une telle innovation est la raison pour laquelle le livre a eu un si grand impact au moment de sa publication : « Ici, hardiment, ont été balayés d'un coup la sentimentalité, le moralisme superficiel, la fiction de l'unité de la personne humaine, les phrases niaises, la peur de choquer les préjugés, la conception de la prédominance de l'amour sur toutes les autres passions ; la possibilité de construire un grand livre sans avoir recours à la nature a été affirmée, la couleur locale dédaignée, l'auteur s'est introduit pour la première fois à l'intérieur des personnages. [...] L'indépendance littéraire, que l'on avait tant cherchée, a été scellée avec ce livre. L'indépendance qui ne signifie pas, ni ne pourrait signifier, l'auto-suffisance, mais bien l'état de maturité intellectuelle et sociale qui permet la conception de la liberté et de l'expression. Tout en créant des personnages et des environnements brésiliens, très brésiliens. Machado n'a pas jugé nécessaire de les rendre pittoresquement typiques, parce que la conscience de la nationalité, étant déjà dans cet ensemble, n'a pas besoin d'éléments de décoration. [...] et donc, il peut, parmi nous, être universel, sans cesser d'être brésilien ».
Dans son Histoire succincte de la Littérature Brésilienne (História Concisa da Literatura Brasileira, 1972), le critique Alfredo Bosi n'a pas manqué de remarquer le prestige de l'œuvre dans la littérature mondiale : « La révolution produite par cette œuvre, qui semble creuser un fossé entre deux mondes, fut une révolution idéologique et formelle : en approfondissant le mépris pour les idéalisations romantiques et en tranchant au cœur du mythe du narrateur omniscient, qui voit tout et juge de tout, il laisse émerger la conscience nue de l'individu, faible et incohérent. Il ne reste plus que les mémoires d'un homme comme tant d'autres, le prudent et jouisseur Brás Cubas. » En remarquant le choix, de la part de Machado de Assis, en rupture avec les habitudes littéraires de son temps, comme l'observe Bosi relativement aux « idéalisations romantiques » et au « narrateur omniscient », nous assistons à la création d'un style qui lui est propre, un style typiquement machadien.
De la même manière, l'essayiste nord-américaine Susan Sontag écrit dans les années 1990, que les Mémoires posthumes de Brás Cubas (en anglais, Epitaph of a Small Winner), est vu comme « l'un de ces livres incontestablement originaux, radicalement sceptiques, qui impressionnent toujours leurs lecteurs avec la force d'une découverte particulière. Il est peu probable que l'on considère comme un grand compliment le fait de dire que ce roman, écrit il y a plus d'un siècle, semble bien... moderne ».

## Publication
Le roman a d'abord été publié par « morceaux », comme l'écrit Machado lui-même, c'est-à-dire en feuilleton, par la Revista Brasileira de mars à décembre 1880, puis en volume par la Tipografia Nacional en 1881 ; environ trois mille à quatre mille exemplaires ont été imprimés à l'époque, sans compter la publication en revue. Le volume comporte 160 chapitres de longueurs variées.
Conformément à la volonté de l'auteur, au moment de la 4e édition de l'ouvrage, celui-ci n'a pas fait l'objet de modifications importantes. Les fragments publiés dans le Journal Brésilien ont été corrigés en plusieurs endroits par l'auteur. Les changements les plus importants qui ont eu lieu lors de l'édition en volume ont été l'introduction d'un préambule, signé de Brás Cubas et intitulé « Au lecteur », et le remplacement d'une épigraphe tirée d'une comédie de Shakespeare par la dédicace « Au ver qui le premier a rongé la viande froide de mon cadavre ». On pense également que le principal travail de révision du roman par Machado de Assis a porté sur le début et la fin du livre, les deux parties où il y a mise en œuvre de « moyens destinés à ébranler certaines conventions en vigueur dans la prose de fiction de l'époque ».
La première traduction, par Adrien Delpech, paraît en France en 1911, à la suite du contrat passé par Machado avec l'éditeur Baptiste-Louis Garnier, propriétaire de la Librairie Garnier, qui a publié ses livres à Rio de Janeiro et à Paris. Une seconde traduction par R. Chadebec de Lavalade paraît en 1948 chez Émile-Paul Frères, rééditée en 1989 chez A.-M. Métailié.

## Traductions
Le roman a été traduit dans d’autres langues dès sa première publication en portugais.
| Année | Langue       | Titre                                      | Traducteur(s)              | Éditeur                              |
| ----- | ------------ | ------------------------------------------ | -------------------------- | ------------------------------------ |
| 1911  | Français     | Mémoires posthumes de Braz Cubas           | Adrien Delpech             | Paris : Garnier                      |
| 1948  | Français     | Mémoires d'outre-tombe de Braz Cubas       | Chadebec de Lavalade       | Paris : Émile-Paul Frères            |
| 2000  | Français     | Mémoires posthumes de Brás Cubas           | Chadebec de Lavalade       | Paris : Métailié                     |
| 1919  | Italien      | Memoire Postume di Braz Cubas              | Giuseppe Alpi              | Lanciano                             |
| 1953  | Italien      | Memoire dall'Aldilá                        | Laura Marchiori            | Milan : Rizzoli                      |
| 1940  | Espagnol     | Memorias Póstumas de Brás Cubas            | Francisco José Bolla       | Buenos Aires : Club del Libro        |
| 2003  | Espagnol     | Memorias Póstumas de Brás Cubas            | José Ángel Cilleruelo (es) | Madrid : Alianza Editorial           |
| s/d   | Anglais      | Epitaph of a Small Winner                  | William L. Grossman (pt)   | New York : Noonday                   |
| 1953  | Anglais      | Epitaph of a Small Winner                  | William L. Grossman        | Londres : W. H. Allen & Co. (en)     |
| 1997  | Anglais      | Epitaph of a Small Winner                  |                            | Londres : Trafalgar Square (en)      |
| 2002  | Anglais      | The Posthumous Memoirs of Bras Cubas       | Gregory Rabassa (en)       | Oxford : Oxford University Press     |
| 2020  | Anglais      | The Posthumous Memoirs of Bras Cubas       | Flora Thomson-DeVeaux      | Londres : Penguin Classics           |
| 1956  | Danois       | En Vranten Herres Betragtninger            | Erick Bach-Pedersen        | Copenhague : Danske Bogsamleres Klub |
| 1957  | Serbo-croate | Posmrtni Zapisi Brasa Cubasa               | Josip Tabak (sh)           | Sarajevo : Narodna Prosvjeta         |
| 1957  | Portugal     | Memórias Póstumas de Brás Cubas            | s/t                        | Lisbonne : Livraria Bertrand (en)    |
| 1985  | Portugal     | Memórias Póstumas de Brás Cubas            | s/t                        | Porto : Lello e Irmão                |
| 1987  | Portugal     | Memórias Póstumas de Brás Cubas            | s/t                        | Lisbonne : Dinalivro (pt)            |
| 2007  | Portugal     | Memórias Póstumas de Brás Cubas            | s/t                        | Lisbonne : Livros Cotovia (pt)       |
| 2008  | Portugal     | Memórias Póstumas de Brás Cubas            | s/t                        | Lisbonne : Relógio D'Água (pt)       |
| 2010  | Portugal     | Memórias Póstumas de Brás Cubas            | s/t                        | Alfragide : Dom Quixote (pt)         |
| 1967  | Allemand     | Postume Erinnerungen des Brás Cubas        | Erhard Engler (de)         | Berlin : Rütten & Loening            |
| 1979  | Allemand     | Postume Erinnerungen des Bras Cubas        | Erhard Engler              | Francfort : Suhrkamp Verlag          |
| 2003  | Allemand     | Die nachträglichen Memoiren des Bras Cubas | Wolfgang Kayser            | Zurich : Manesse Verlag (en)         |
| 1986  | Roumain      | Memoriile Postume ale lui Brás Cubas       | Andrei Ionescu             | Bucarest : Minerva                   |
| 1996  | Tchèque      | Posmrtné Paměti Bráse Cubase               | Sárka Grauová              | Prague : Torst (cs)                  |
| s/d   | Néerlandais  | Laat commentaar van Bras Cubas             | A. Mastenbroek jr          | Bussum : G.J. A                      |
| 1991  | Néerlandais  | Posthume herinneringen van Brás Cubas      | August Willemsen           | Amsterdam : De Arbeiderspers         |
| 2001  | Catalan      | Memòries pòstumes de Brás Cubas            | Xavier Pàmies (ca)         | Barcelone : Quaderns Crema (es)      |
| 2019  | Esperanto    | Postmortaj rememoroj de Bras Cubas         | Paulo Sérgio Viana         | São Paulo : EASP                     |

## Adaptations
Le livre a fait l'objet de trois adaptations cinématographiques. Le premier, intitulé Le Voyage, tourné sur un mode totalement expérimental, a été réalisé par Fernando Cony Campos (pt) en 1967.  La deuxième, Brás Cubas (pt), en 1985, réalisé par Julio Bressane, avec Luiz Fernando Guimarães (en) dans le rôle de Brás Cubas, affiche déjà une esthétique plus audacieuse. Enfin, en 2001, sort un film tourné dans les années 1990, Memórias Póstumas (en), plus fidèle à l'œuvre ; il est réalisé par André Klotzel, avec Reginaldo Faria (en) dans le rôle de Brás Cubas de 60 ans à son décès, et Petrônio Gontijo (en) dans le rôle de Brás Cubas jeune.
Le livre a également connu une adaptation parodique, Memórias Desmortas de Brás Cubas, de Pedro Vieira (en), dans lequel un emplâtre transforme Brás Cubas en zombie.
En août 2010, pour l'intégrer à la série de Grands Classiques du roman graphique de l'éditeur Desiderata (pt), le groupe Ediouro (pt), qui avait déjà des adaptations de livres tels que L'Aliéniste (pt) (O Alienista) et Triste Fin de Policarpo Quaresma (en), Les Mémoires posthumes ont été adaptées en bande dessinée par le dessinateur João Batista Melado et le scénariste Wellington Srbek (pt), avec une préface de Moacyr Scliar.